# Gītīābād
Gītīābād (persiska: گیتی آباد) är en ort i Iran.   Den ligger i provinsen Kerman, i den centrala delen av landet, 700 km sydost om huvudstaden Teheran. Gītīābād ligger 1 409 meter över havet och antalet invånare är 218.
Terrängen runt Gītīābād är platt. Runt Gītīābād är det ganska glesbefolkat, med 42 invånare per kvadratkilometer. Närmaste större samhälle är Ḩasanābād-e Zandī, 15,8 km sydost om Gītīābād. Trakten runt Gītīābād är ofruktbar med lite eller ingen växtlighet.